# Paris Open 1979
Il Paris Open 1979 è stato un torneo di tennis che si è giocato sul cemento indoor. È stata la 11ª edizione del Paris Open, che fa parte del Colgate-Palmolive Grand Prix 1979. Il torneo si è giocato nello Stade de Coubertin di Parigi, dal 29 ottobre al 4 novembre 1979.

## Campioni

### Singolare
Harold Solomon ha battuto in finale  Corrado Barazzutti con il punteggio di 6–3, 2–6, 6–3, 6–4

### Doppio
Jean-Louis Haillet /  Gilles Moretton hanno battuto in finale  John Lloyd /  Tony Lloyd con il punteggio di 7–6, 7–6